# Kush and Orange Juice
Albums de Wiz Khalifa
Deal or No Deal
(2009) Cabin Fever
(2011)
 (décembre 2014).
Si vous disposez d'ouvrages ou d'articles de référence ou si vous connaissez des sites web de qualité traitant du thème abordé ici, merci de compléter l'article en donnant les références utiles à sa vérifiabilité et en les liant à la section « Notes et références ».
Kush & Orange Juice est une mixtape du rappeur américain Wiz Khalifa. Elle sortit le 14 avril 2010 chez Taylor Gang Records et Rostrum Records. Kush & Orange Juice s'est fait connaître en devenant à la suite de sa sortie le sujet le plus recherché sur Google et Twitter. Le même jour, la mixtape fut offerte en téléchargement gratuit sur le compte Twitter de Wiz Khalifa. 3 jours après sa sortie, le hashtag #kushandorangejuice était toujours N°1 sur Twitter. 
La couverture du CD est un pastiche de la couverture de l'album Gentleman Ruffin, album de David Ruffin (connu comme le chanteur des Temptations) sorti en 1980. Les sujets traités sont principalement la fête, les jolies femmes, le sexe et la consommation de marijuana. Wiz Khalifa dit à l'émission MTV's Mixtape Daily que le titre de Kush and Orange Juice a été choisi car « C'est parfait pour fumer un joint au moment où on se lève ».

## Liste des titres
| 1.    | Waken Baken                               |  | Sledgren             | 1:29 |
| 2.    | Mezmorized                                |  | Cardo                | 4:29 |
| 3.    | We’re Done (ft. Demi Lovato)              |  | Kajmir Royale        | 2:19 |
| 4.    | Skit 1                                    |  |                      | 1:22 |
| 5.    | The Statement                             |  | VVS Sound            | 2:47 |
| 6.    | Spotlight (ft. Killa Kyleon)              |  | The WatcherZ         | 4:13 |
| 7.    | Skit 2                                    |  |                      | 1:22 |
| 8.    | The Kid Frankie                           |  | Big Jerm             | 3:15 |
| 9.    | Up                                        |  | XO                   | 4:18 |
| 10.   | Never Been                                |  | Sledgren             | 3:34 |
| 11.   | In the Cut                                |  | Cardo                | 4:14 |
| 12.   | Visions                                   |  | Sledgren             | 3:05 |
| 13.   | Still Blazin (ft. Alborosie)              |  | Sermstyle            | 3:27 |
| 14.   | Slim Skit                                 |  |                      | 3:41 |
| 15.   | Pedal to the Metal (ft. Johnny Juliano)   |  | Juliano, Superstar O | 3:27 |
| 16.   | Good Dank                                 |  | Big Jerm             | 5:06 |
| 17.   | Skit 3                                    |  |                      | 0:53 |
| 18.   | Glass House (ft. Curren$y & Big K.R.I.T.) |  | Big K.R.I.T.         | 3:16 |
| 19.   | Outro                                     |  | Sledgren             | 1:31 |
| 20.   | Supply (ft. Nesby Phips)                  |  | Nesby Phips          | 2:59 |
| 57:27 |                                           |  |                      |      |

### Samples
- Waken Baken contient des samples de Acknowledgment (1976), par The Kay-Gees.
- We're Done contient des samples de Our Time Is Here (2008), par Demi Lovato.
- The Statement contient des samples de Beautiful Boys (1980), par John Lennon & Yoko Ono.
- Spotlight contient des samples de Theme from the Planets (1976), par Dexter Wansel.
- The Kid Frankie contient des samples de Hangin' on a String (Contemplating) (1985), par Loose Ends.
- Up contient des samples de Could it Be (1996), par Tevin Campbell.
- Never Been contient des samples de Schala's Theme (1995), par Yasunori Mitsuda.
- In the Cut contient des samples de Let Go (2002), par Frou Frou, et de Sippin' on Some Syrup (2000), par Three 6 Mafia.
- Visions contient des samples de Huit octobre 1971 (1975), par Cortex.
- Still Blazin contient des samples de Still Blazing (2008), par Alborosie.
- Slim Skit contient des samples de Can't Say Enough About Mom (1973), par Leroy Hutson.
- Glass House contient des samples de Right on for the Darkness (1973), par Curtis Mayfield.

## Accueil critique
La mixtape fut saluée par les critiques : le New York Magazine la présentant comme "un bon exemple de l'attrait commercial du nouveau venu" leur faisant "penser au G-Funk classique (DJ Quik, plus particulièrement) et à une mentalité tournée vers la fête." Entertainment Weekly déclara que la mixtape était "vraiment solide" et qu'il était "difficile de résister". PopMatters la présenta comme "quelque chose de génial à écouter". Pitchfork donna à la mixtape la note de 7,2 sur 10, déclarant que "dans l'ensemble, Kush and Orange Juice offre une écoute étonnamment relaxante et simple." MTV s'accorda à dire que la mixtape était dans le Top 10 des mixtapes de l'année. Datpiff.com (site n°1 des mixtapes gratuites aux États-Unis) lui donna le titre de mixtape de l'année.